# Eugenia langsdorffii
Eugenia langsdorffii är en myrtenväxtart som beskrevs av Otto Karl Berg. Eugenia langsdorffii ingår i släktet Eugenia och familjen myrtenväxter. Inga underarter finns listade i Catalogue of Life.